# Jamie Hector
Pour les articles homonymes, voir Hector (homonymie).
Jamie Hector (né le 7 octobre 1975 à Brooklyn, New York) est un acteur américain d'origine haïtienne, surtout connu pour son interprétation de Marlo Stanfield dans la série dramatique de HBO Sur écoute et en tant que détective Jerry Edgar dans la série Harry Bosch.

## Carrière
Hector commence à jouer au théâtre immédiatement après le lycée. Pendant ses études universitaires, il joue des rôles dans des émissions de télévision telles que New York Undercover, New York 911, New York, police judiciaire et New York, unité spéciale. Après avoir obtenu son diplôme, il s'inscrit au Lee Strasberg Theatre and Film Institute de New York.
Hector apparaît dans le film Paid in Full (2002). Il est acteur principal dans le court métrage Five Deep Breaths (2003) réalisé par Seith Mann.[réf. nécessaire]
De 2004 à 2008, Hector interprète Marlo Stanfield dans la série dramatique de HBO Sur écoute, un jeune et ambitieux chef de l'organisation éponyme Stanfield du trafic de drogue de Baltimore. En 2016, Rolling Stone le classe no 2 de leurs « 40 plus grands méchants télévisés de tous les temps ».
Hector joue dans le film Blackout (2007) avec Melvin Van Peebles et Jeffrey Wright, et est le méchant récurrent Benjamin « Knox » Washington dans la troisième saison de Heroes. Hector apparaît dans le film Max Payne (2008), dans lequel il joue le rôle de Lincoln DeNeuf, un chef du crime haïtien. Hector est également apparu dans le téléfilm Just Another Day (2009).
En 2014, Hector commence à camper dans la série Harry Bosch le personnage de Jerry Edgar, le détective partenaire de Harry Bosch, joué par Titus Welliver. Hector reste dans la série durant les sept saisons.
En 2017, Hector apparaît dans le drame américain Reine du Sud dans le rôle de Devon Finch dans six épisodes de la saison 2.
En 2022, il joue le rôle de l'officier de police du Baltimore Police Department, Sean M. Suiter,  dans la mini-série  We Own This City  (6 épisodes)

## Activisme
En 2007, Hector fonde Moving Mountains, Inc., une organisation théâtrale à but non lucratif qui offre aux jeunes des cours de théâtre, de danse, de chant et de cinéma.
Il aide à collecter des fonds pour les survivants du séisme de 2010 en Haïti.

## Filmographie

### Film
| Année | Titre                           | Rôle                  | Notes                             |
| ----- | ------------------------------- | --------------------- | --------------------------------- |
| 1998  | He Got Game                     | 'I Love You' Leech    |                                   |
| 1999  | Ghost Dog : La Voie du samouraï | Gangster en rouge     |                                   |
| 2000  | The Day the Ponies Come Back    | Darryl Boyd           |                                   |
| 2001  | Prison Song                     | Enfant avec téléphone |                                   |
| 2002  | Paid in Full                    | Dunn                  |                                   |
| 2002  | Central Park Jog                | Joggeur #2            | Court métrage                     |
| 2003  | Five Deep Breaths               | Banny                 | Court métrage                     |
| 2004  | Brooklyn Bound                  | Courtland             |                                   |
| 2004  | Everyday People                 | Devon                 |                                   |
| 2004  | Joy Road                        | Dante                 |                                   |
| 2007  | Blackout                        | Rasheed               |                                   |
| 2008  | Max Payne                       | Lincoln DeNeuf        |                                   |
| 2009  | Just Another Day                | Young Eastie          |                                   |
| 2010  | The Gift                        | Darnell Powell        |                                   |
| 2010  | Night Catches Us                | 'DoRight' Miller      |                                   |
| 2012  | 8090                            | Felix                 | Court métrage                     |
| 2012  | A Feeling from Within           | Samuels               |                                   |
| 2012  | Life, Love, Soul                | M. Roundtree          |                                   |
| 2013  | Blood Ties                      | Détective Nick        |                                   |
| 2013  | Habeas Corpus                   | Gary                  | Court métrage                     |
| 2013  | The Promise Keeper              | Yves                  |                                   |
| 2014  | Taking Chance                   | Inconnu               | Producteur exécutif Court métrage |
| 2014  | The Start Up                    | Ken Blackstone        |                                   |
| 2014  | Secrets of the Magic City       | 'Tru'                 |                                   |
| 2014  | Real New York City Muggings     | Inconnu               | Court métrage                     |
| 2015  | A Year and Change               | Todd                  |                                   |
| 2017  | All Eyez on Me                  | Mutulu Shakur         |                                   |
| 2018  | Doubting Thomas                 | Ron                   |                                   |
| 2018  | Canal Street                    | Pasteur Sam Billings  |                                   |
| 2022  | The Listener                    | (voix)                |                                   |

### Télévision
| Year      | Title                                               | Role                       | Notes                                          |
| --------- | --------------------------------------------------- | -------------------------- | ---------------------------------------------- |
| 2000      | Law & Order                                         | Jean Marchier              | Épisode: "La Panthère noire" (#11.6)           |
| 2000      | The Beat                                            | Rasta                      | Épisode: "They Say It's Your Birthday" (#1.2)  |
| 2001      | Third Watch                                         | Legros                     | Épisode: "...Et Zeus pleura" (#2.22)           |
| 2002      | Law & Order: Special Victims Unit                   | 'Doc'                      | Épisode: "Justice" (#3.19)                     |
| 2004–2008 | The Wire                                            | Marlo Stanfield            | 32 épisodes (saisons 3-5)                      |
| 2008      | Heroes                                              | Benjamin 'Knox' Washington | 10 épisodes                                    |
| 2008      | The Game                                            | Carnell                    | Épisode: "Before the Parade Passes By" (#2.17) |
| 2008      | Jericho                                             | Corporal Adams             | Épisode: "Patriotes et Tyrans" (#2.7)          |
| 2009      | Cold Case : Affaires classée                        | Ronde Brooks '70           | Épisode: "Philly Soul" (#7.4)                  |
| 2010      | Lie to Me                                           | Henry Miller               | Épisode: "Zone rouge" (#3.1)                   |
| 2010      | Frederick Douglass: Pathway from Slavery to Freedom | Frederick Douglass         | Téléfilm                                       |
| 2010      | Mercy                                               | Le voleur                  | 2 épisodes                                     |
| 2011      | CSI: Miami                                          | Jean Guiton                | Épisode: "Parties de chasse" (#9.16)           |
| 2012      | TRON: Uprising                                      | Moog (voix)                | Épisode: "Taggé" (#1.14)                       |
| 2012      | Common Law                                          | Bart, gardien de sécurité  | Episode: "Hot for Teacher" (#1.11)             |
| 2012      | Are We There Yet?                                   | Arlo                       | Épisode: "The Thanksgiving Episode" (#3.43)    |
| 2014–2015 | Power                                               | 'Drifty'                   | 5 épisodes                                     |
| 2014–2015 | Person of Interest                                  | Lincoln 'Link' Cordell     | 4 épisodes                                     |
| 2014–2017 | The Strain                                          | Alonso Creem               | 10 épisodes                                    |
| 2014–2021 | Bosch                                               | Jerry Edgar                | 68 épisodes                                    |
| 2016      | Quarry                                              | Arthur Solomon             | 2 épisodes                                     |
| 2017–2021 | Queen of The South                                  | Devon Finch                | 14 épisodes                                    |
| 2018      | Unsolved                                            | Duane Keith David's Lawyer | Épisode: "Wherever It Leads"                   |
| 2019      | Wu-Tang: An American Saga                           | Andre D'Andre              | 4 épisodes                                     |
| 2020      | Prodigal Son                                        | Oso                        | Épisode: "Like Father..."                      |
| 2022      | Bosch: Legacy                                       | Jerry Edgar                | Épisode: "Chain of Authenticity"               |
| 2022      | We Own This City                                    | Sean Suiter                | Main cast                                      |

### Jeux vidéo
| Année | Titre                                  | Rôle                        |
| ----- | -------------------------------------- | --------------------------- |
| 2005  | Grand Theft Auto: Liberty City Stories | Piéton                      |
| 2005  | The Warriors                           | Soldat supplémentaire       |
| 2010  | Halo: Reach                            | Emile-A239                  |
| 2016  | Dishonored 2                           | Vice-surveillant Liam Byrne |
| 2019  | Gears 5                                | Emile-A239                  |